# Basilia sierraleonae
Basilia sierraleonae är en tvåvingeart som beskrevs av Oskar Theodor 1968. Basilia sierraleonae ingår i släktet Basilia och familjen lusflugor.
Artens utbredningsområde är Sierra Leone. Inga underarter finns listade i Catalogue of Life.